# Norfolk-Star
Der Norfolk-Star (Aplonis fusca, Syn.: Aplonis fuscus) wurde 1836 von John Gould als monotypische Starenart von der Norfolkinsel und der Lord-Howe-Insel beschrieben. Der australische Ornithologe Gregory Macalister Mathews erkannte jedoch 1928, dass das Gefieder der Lord-Howe-Insel-Unterart bräunlicher und weniger grau als das der Norfolkinsel-Unterart war, und splittete Aplonis fuscus in die Nominatform Aplonis fusca fusca (Norfolk-Star) und die Unterart Aplonis fusca hulliana (Lord-Howe-Star). Bei den Insulanern von Norfolk und Lord Howe hießen sie „Rotauge“ oder nach ihrem Ruf „cúdgimarúk“. Beide Unterarten sind ausgestorben.

## Beschreibung
Er erreichte eine Größe von 20 cm. Die Flügellänge betrug 9,8 bis 10,3 cm, die Schwanzlänge 6,3 bis 6,8 cm, die Schnabellänge 1,3 cm und der Lauf 2,5 cm. Er war allgemein gräulich braun. Das Männchen war vom Kopf bis zur Kehle glänzend metallisch grün. Der Rücken, der Bürzel, die Oberschwanzdecken, die Flügeldecken und die Unterseite war grau, aber die Unterschwanzdecken weißlich. Der Schnabel war schwarz und die Augen rotorange. Das Weibchen war ähnlich wie das Männchen gefärbt. Der grünliche Glanz war allerdings matter und eine graue Kehle kontrastierte mit den hellbraunen Flanken. Die untere Brust war ockerfarben verwaschen. Der Bauch und die Unterschwanzdecken waren gelblich weiß.

## Aussterben
Die Gründe für sein Aussterben sind unklar. Überjagung und Lebensraumzerstörung haben vermutlich eine wichtige Rolle gespielt. Berichte, dass er wie sein Verwandter von der Lord-Howe-Insel durch Ratten ausgerottet wurde, sind unzutreffend, da es eine Rattenplage auf der Norfolkinsel erst in den 1940er Jahren gegeben hat. Er starb 1923 aus.